# Laetitia Casta
Laetitia Marie Laure Casta (Pont-Audemer, Eure, 11. svibnja 1978.) francuski model i glumica.

## Filmske uloge
- 1999.: Falfala (u izvorniku Falbala) u "Asterix i Obelix protiv Cezara"
- 2000.: Lucía Junco u filmu "Ciganka"
- 2014.: Agathe u filmu "Francuskinje"